# Berlevåg
Il comune di Berlevåg (in Lingua sami settentrionale Bearalvági gielda) è un comune norvegese della contea del Finnmark, situato nel nordovest della Penisola di Varanger. Il comune confina con Tana a sud e Båtsfjord a est.
La maggior parte degli abitanti sono concentrati nel porto peschiero eponimo, e in minor misura nell'abitato di Kongsfjord. Berlevåg è il centro abitato più settentrionale della Norvegia continentale.

## Economia
Le attività economiche principali sono la pesca, la lavorazione del pescato, commercio e servizi pubblici e privati.
Sul territorio di Berlevåg sorge il parco eolico di Raggovidda, che grazie al continuo vento artico è uno dei parchi a maggiore fattore di utilizzazione a livello mondiale, circa il 50%. Il parco, del quale è prevista un'espansione a partire dall'autunno 2021, ha una capacità di 45 MW con 15 turbine Siemens da 3 MW ciascuna.

## Comunicazioni
Al porto di Berlevåg si ferma regolarmente l'Hurtigruten.
Nonostante le piccole dimensioni, Berlevåg ha un suo pur piccolo aeroporto (Codice aeroportuale IATA BVG), con voli giornalieri per Hammerfest e Tromsø in una direzione, e Vadsø e Kirkenes nell'altra.
L'unica strada, ovviamente in direzione sud, è la fylkesvei 890 verso Tana, da cui si dirama la fylkesvei 891 verso Båtsfjord; è percorribile in ogni periodo dell'anno, ma durante l'inverno è possibile essere obbligati a procedere incolonnati per parte del percorso.

## Ambiente
Vista la posizione estrema e l'esposizione ai venti artici, il territorio è spoglio di alberi.
Anche se il Mare di Barents non ghiaccia d'inverno, grazie agli ultimi strascichi della corrente del Golfo, il clima invernale è particolarmente rigido e soggetto a forti venti.
A causa dell'elevata latitudine, Berlevåg è soggetta alla notte polare, che dura fin oltre metà gennaio; il primo raggio di sole dell'anno è occasione di brevi celebrazioni locali.
Nel comune sono presenti due fiumi popolati da salmoni e salmerini, la Storelva e la Kongsfjordelva.

## Storia
Fondata nel 1914 separandosi da Tana, Berlevåg fu completamente rasa al suolo dall'esercito nazista in ritirata nel 1944-1945, nell'ambito di una strategia della terra bruciata di cui Berlevåg fu la prima vittima.
I cittadini furono forzatamente evacuati verso sud, ma alcuni riuscirono a nascondersi ed evitare la deportazione. In attesa dell'arrivo dell'Armata Rossa, molti si arrangiarono usando barche rovesciate come rifugi di fortuna.